# Instituto de Ciencias y Artes de Oaxaca

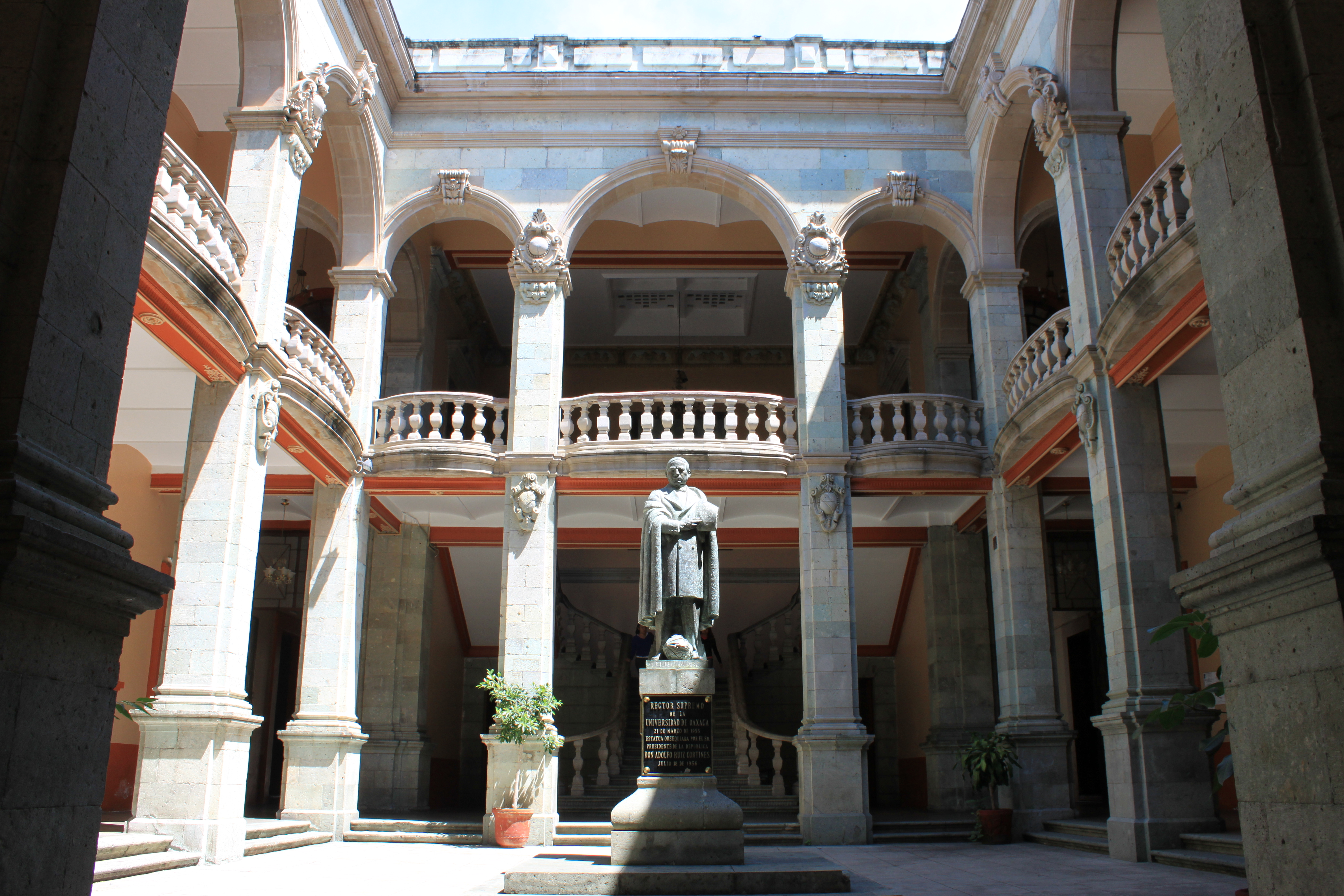
Interior del Instituto de Ciencias y Artes de Oaxaca

El Instituto de Ciencias y Artes de Oaxaca fue una institución educativa, con sede en Oaxaca de Juárez, Oaxaca. Fue fundado por profesores liberales españoles en 1821, con el fin de instaurar carreras liberales en Oaxaca. Este instituto liberal, abrió las puertas a la sociedad, juvenil en general, en el año de 1827. 
Se dio apertura de esta institución, con el discurso del Doctor (miembro del partido liberal) José Juan Canseco, quien fuera uno de los autores de la ley que creó el establecimiento.  
En el estado de Oaxaca, este Instituto atrajo la atención de varios estudiantes del Seminario Conciliar, por su sistema liberal y su riqueza en profesiones literarias. 
En los años de su apertura, el Clero se opuso al Instituto. 
La importancia de este instituto radica en que de él surgieron algunas de las élites liberales y culturales del estado, y que tendrían importancia a nivel nacional. En él estudiaron Porfirio Díaz, Benito Juárez, Fausto Moguel, Emilio Rabasa, Demetrio Sodi, Matías Romero, el periodista y escritor Rafael Reyes Spíndola y Emilio Pimentel.
Destaca que en esta escuela a los estudiantes se les daban clases de sexualidad, lo cual a los padres de familia no les gustaba y comenzaron a protestar para que esto fuera eliminado.

## Historia
El instituto abrió sus puertas el 8 de enero de 1827, como un recinto para la educación superior de los jóvenes de Oaxaca. Se fundó en el exconvento de San Pablo, el primer convento en Oaxaca construido por la orden de los Dominicos.
Un documento fechado el 31 de octubre de 1832, consigna las cátedras que se impartían en el instituco: Lógica, Gramática, Física, Dibujo, Derecho canónico, Derecho civil, Derecho público, Medicina.

En 1888, se emitió un decreto para que en el instituto también pudieran ingresar mujeres a estudiar. Sin embargo, antes de dicho decreto, hay antecedentes de mujeres que se titularon de carreras cortas, especialmente de partera.
En 1883, se tituló la primera partera egresada del Instituto, la señorita Josefa Castañeda, con una tesis profesional sobre Inercia Uterina; le siguieron Francisca Cervantes en 1884 y Amalia Ramírez, el 23 de mayo de 1885.
Durante la historia de la institución, 48 mujeres se titularon como parteras o maestras en partos. Asimismo, dos mujeres se titularon como médicas, Elia Olivera Benavides, el 4 de mayo de 1943, y María Francisca Pérez García, el 4 de noviembre de 1952; de los 175 médicos que terminaron sus estudios en los 127 años de historia del instituto.